# II Дакийская конная когорта галлов
II Дакийская конная когорта галлов (лат. Cohors II Gallorum Dacica equitata) — вспомогательное подразделение армии Древнего Рима, относящееся к типу cohors quinquagenaria equitata.
Когорта, вероятно, была сформирована в Лугдунской Галлии в период правления императора Октавиана Августа. Первые упоминания о когорте относятся к 109 году, когда она дислоцировалась в Дакии, вскоре после окончания дакийских войн (101—106 годы). Таким образом, вероятно, когорта участвовала в этих войнах. Последний раз она упоминается в 179 году и находилась в Верхней Дакии. Её дальнейшая судьба неизвестна.
Когорта была ранее известна как II Паннонская когорта галлов, чтобы отличить её от другой II Галльской, которая стала известна как II Македонская когорта галлов, целиком состоящая из пехоты. Название «Дакийская» впервые появляется в надписях в 156 году .
Сохранилось имя одного из префектов (командиров) когорты: Публий Лициний Максим, из недатированной надписи на камне из Альгамбры в Испании, которая, вероятно, была его родиной. Также частично сохранилось имя одного из кавалеристов, служивших в когорте.